# Amphicerus hamatus
Amphicerus hamatus es una especie de escarabajo del género Amphicerus, categorizada en la tribu Bostrichini, de la familia Bostrichidae. Fue descrita por Fabricius en 1787.
Se distribuye por América del Norte. La dieta de Amphicerus hamatus consiste en hojas y ramas muertas, tallos de nogal americano, nuez, madera de roble rojo y de res (Casuarina).